# Аль-Азгар
Аль-Азга́р (араб. «азгар» — блискучий, яскравий) — університет, вища мусульманська богословська школа в Каїрі, центр підготування духовенства для Єгипту та ін. країн Сходу, а раніше і царської Росії.
Заснована в 972 році.
Предмети навчання: Коран, мусульманське право, арабська мова, логіка тощо.
З кінця 19 ст. Аль-Азгар частково став центром ліберально-реформістського, т. з. «модерністського» руху в ісламі, який отримав назву Нахда («пробудження»). Через це в Аль-Азгарі було здійснено певну реформу викладання, запроваджено вивчення точних наук та природознавства. Проте Аль-Азгар залишався центром релігійних вчень.
Слухачі Аль-Азгару брали участь у повстаннях проти французьких окупантів, виступали проти англійських колонізаторів, але не схвалювали революції та участі в ній народних мас. При Аль-Азгарі існує бібліотека, відома своїми фондами арабських рукописів.